# ジョシュア・ケネディ
ジョシュア・ケネディ（Joshua Kennedy、1982年8月20日 - ）は、オーストラリア・ビクトリア州ウォドンガ出身の元プロサッカー選手。元オーストラリア代表。現役時代のポジションはフォワード。

## クラブ経歴
1999年に母国オーストラリアのカールストンSCへ加入。2000年にドイツ・ブンデスリーガのVfLヴォルフスブルクとプロ契約を結ぶ。出場機会は2年間で8試合に留まり、2002年にレギオナルリーガ（ブンデスリーガの4部に相当）のシュトゥットガルター・キッカーズへ移籍。翌2003年にブンデスリーガの1.FCケルンに移籍するも、アマチュアチームでレギオナルリーガの試合に出場に留まった。
2005年になると、ツヴァイテリーガへの昇格を決めたディナモ・ドレスデンから注目を受け、移籍することとなった。チームは短期間で3部に降格となったが、ケネディは2004-05シーズンに9得点、2005-06年に7得点とクラブ得点王の活躍を見せた。
ドレスデンが3部に降格となったため、ワールドカップ終了後はトップチームでの出場を求めてブンデスリーガの1.FCニュルンベルクへ移籍。2008年1月にはブンデスリーガ残留争いの真っ只中にあったカールスルーエSCへ移籍し残留に貢献したものの、翌2008-09シーズンは不振によりツヴァイテリーガへの降格が決定した。ケネディはドイツ国内に限らずトップチームでのプレーを希望し、6月21日 Jリーグの名古屋グランパスへの移籍が発表された。なお、ケネディにはこの年からJリーグで採用された「AFC枠」が適用された。
名古屋合流後は数試合若手主体の練習試合に出場した後、7月18日の京都サンガF.C.戦に初出場し、試合は引き分けに終わったが、ヘディングで初得点を記録。15試合の出場で6得点を挙げた。
名古屋では17得点を挙げてJリーグ得点王に輝き、名古屋の初優勝に大きく貢献した。
さらに翌2011年も19得点を挙げ、2年連続得点王に輝いた。
2014年シーズン終了をもって6年間所属した名古屋を退団し、母国Aリーグのメルボルン・シティFCへ移籍。
2015年6月26日、現役引退を発表した。「Aリーグに戻ってきてプレーするチャンスをくれ、6カ月間サポートしてくれたメルボルン・シティにお礼を言いたい」と感謝の気持ちを表すとともに、引退の理由にフィジカル面を挙げ、「家族や友人とも相談した上で、プレーすることから離れることを決めた」と、決断に至った経緯を説明した。

## 代表経歴
ドイツでの活躍からオーストラリア代表監督のフース・ヒディンクによって、ドイツワールドカップのオーストラリア代表に抜擢される。かつてU-17、U-20の各世代で代表経験はあったもののそれまでA代表経験はなく、またドイツの2部を渡り歩いていたことから世界的には無名に近かったが、ベスト16進出に貢献し、以降も度々代表に招集されることとなる。
2010 FIFAワールドカップにはガーナ戦（途中出場）とセルビア戦（スタメン）の2試合に出場し無得点。
2014 FIFAワールドカップアジア最終予選では、最終節のイラク戦で決勝点を挙げ、オーストラリア代表を3大会連続4回目のW杯出場へ導いた。

## 評価・プレースタイル
194cmの長身とヘディングの強さから空中戦では圧倒的な強さを誇り、ヘディングに加えて足元の技術も巧みであり高いキープ力を併せ持ち前線で攻撃をコントロールできるチャンスメーカー。それらのスタイルからオーストラリア代表で監督・コーチを歴任したグラハム・アーノルドは、ケネディをピーター・クラウチとイメージを重ねていたという。周囲を活かすため無得点の試合でも高い評価を得ることがあり、辛口で知られるキッカー誌の平均評価も3.10の高評価であった（数字は少ないほど高評価）。
名古屋に移籍してからは単なるクロスボールのターゲットではなく、ポストプレーや時にはサイドに移る動きを見せ、オーストラリア代表においても監督のホルガー・オジェックからも同じくJリーグに在籍したアレックス・ブロスケと共に「Jリーグに行ってからスキル（技術）が上がった」と唸らせた。

## エピソード
- ドイツワールドカップ直前の2006年5月26日、バスケットボール女子オーストラリア代表のジャシンタ・ハミルトン（英語版）と結婚した[10]。夫妻の間には1男2女の3子がいる[12]。
- 南アフリカワールドカップ後、愛称の由来になっていた長髪（5 - 6年間伸ばしていたという）を短く切って日本に戻り、周囲を驚かせた。ジョーク好きでも知られており、髪を切った際も「女房が新しい男が欲しいと言うのでガラリと変えたのさ」などと語っている[13]。2010年Jリーグ得点王の表彰の際にゴールデンブーツを貰った時も「Jリーグの関係者の皆さんに謝らなければいけません。というのは、やはり2足欲しいですから」とのコメントを残している[14]。 翌年のJリーグでは、19得点を挙げ2年連続得点王となり、Jリーグアウォーズにおいて「両足分揃ったので、来年はこれで試合に出ます」と（自身はケガで欠席したため、楢﨑正剛が代読の形で）コメントした[15]。自身が持病の腰痛で不参加だった2011年アジア杯の決勝戦の予想に対しても「豪州が優勝すると思うが、日本を脅かす選手が足りない」と答え、誰の事か?と尋ねれば「俺だよ」とも語っていた[16]。
- 2011年の選手名鑑において、「好きなサッカー選手」として当時のチームメイトの田中マルクス闘莉王を挙げている[17]。
- ブラジルワールドカップ・アジア最終予選最終節イラク戦では控えメンバーとしてベンチ入りしたが、同じく控えに入っていたDFジェイド・ノースから不意に「君が決勝点を挙げることになるだろう」と告げられた。ケネディは腰痛の影響もあって同最終予選での出場機会を得られておらず、代表での得点からも遠ざかっていたため、ノースの言葉を不思議に思ったものの、ノースの言う通りの結果となった[8][18]。

## 個人成績
| 国内大会個人成績 | 国内大会個人成績   | 国内大会個人成績 | 国内大会個人成績 | 国内大会個人成績 | 国内大会個人成績 | 国内大会個人成績 | 国内大会個人成績 | 国内大会個人成績 | 国内大会個人成績 | 国内大会個人成績 | 国内大会個人成績 |
| 年度             | クラブ             | 背番号           | リーグ           | リーグ戦         | リーグ戦         | リーグ杯         | リーグ杯         | オープン杯       | オープン杯       | 期間通算         | 期間通算         |
| 年度             | クラブ             | 背番号           | リーグ           | 出場             | 得点             | 出場             | 得点             | 出場             | 得点             | 出場             | 得点             |
| オーストラリア   | オーストラリア     | オーストラリア   | オーストラリア   | リーグ戦         | リーグ戦         | リーグ杯         | リーグ杯         | FFA杯            | FFA杯            | 期間通算         | 期間通算         |
| ---------------- | ------------------ | ---------------- | ---------------- | ---------------- | ---------------- | ---------------- | ---------------- | ---------------- | ---------------- | ---------------- | ---------------- |
| 1999-00          | カールストン       |                  | NSL              | 4                | 0                | 0                | 0                | 0                | 0                | 4                | 0                |
| ドイツ           | ドイツ             | ドイツ           | ドイツ           | リーグ戦         | リーグ戦         | リーグ杯         | リーグ杯         | DFBポカール      | DFBポカール      | 期間通算         | 期間通算         |
| 2000-01          | ヴォルフスブルク   |                  | ブンデス1部      | 1                | 0                | 0                | 0                | 0                | 0                | 1                | 0                |
| 2001-02          | ヴォルフスブルク   |                  | ブンデス1部      | 7                | 2                | 0                | 0                | 1                | 2                | 8                | 4                |
| 2002-03          | シュトゥットガルト |                  | レギオナル       | 23               | 1                | -                | -                | -                | -                | 23               | 1                |
| 2003-04          | FCケルンII         |                  | レギオナル       | 23               | 9                | -                | -                | -                | -                | 23               | 9                |
| 2003-04          | FCケルン           | 34               | ブンデス1部      | 4                | 0                | 0                | 0                | 0                | 0                | 4                | 0                |
| 2004-05          | ドレスデン         |                  | ブンデス2部      | 34               | 9                | -                | -                | 1                | 0                | 35               | 9                |
| 2005-06          | ドレスデン         |                  | ブンデス2部      | 26               | 7                | -                | -                | 1                | 0                | 27               | 7                |
| 2006-07          | ニュルンベルク     | 20               | ブンデス1部      | 0                | 0                | 0                | 0                | 0                | 0                | 0                | 0                |
| 2007-08          | ニュルンベルク     | 20               | ブンデス1部      | 12               | 1                | 1                | 0                | 2                | 1                | 15               | 2                |
| 2007-08          | カールスルーエ     | 17               | ブンデス1部      | 10               | 4                | 0                | 0                | 0                | 0                | 10               | 4                |
| 2008-09          | カールスルーエ     | 17               | ブンデス1部      | 23               | 2                | 0                | 0                | 3                | 0                | 26               | 2                |
| 日本             | 日本               | 日本             | 日本             | リーグ戦         | リーグ戦         | リーグ杯         | リーグ杯         | 天皇杯           | 天皇杯           | 期間通算         | 期間通算         |
| 2009             | 名古屋             | 16               | J1               | 15               | 6                | 1                | 0                | 4                | 3                | 20               | 9                |
| 2010             | 名古屋             | 16               | J1               | 31               | 17               | 1                | 1                | 0                | 0                | 32               | 18               |
| 2011             | 名古屋             | 16               | J1               | 31               | 19               | 0                | 0                | 4                | 0                | 35               | 19               |
| 2012             | 名古屋             | 16               | J1               | 18               | 5                | 0                | 0                | 1                | 0                | 19               | 5                |
| 2013             | 名古屋             | 16               | J1               | 27               | 12               | 2                | 0                | 0                | 0                | 29               | 12               |
| 2014             | 名古屋             | 16               | J1               | 11               | 5                | 0                | 0                | 0                | 0                | 11               | 5                |
| 通算             | オーストラリア     | オーストラリア   | Aリーグ          | 4                | 0                | 0                | 0                | 0                | 0                | 4                | 0                |
| 通算             | ドイツ             | ドイツ           | ブンデス1部      | 57               | 9                | 1                | 0                | 6                | 3                | 64               | 12               |
| 通算             | ドイツ             | ドイツ           | ブンデス2部      | 60               | 16               | -                | -                | 2                | 0                | 62               | 16               |
| 通算             | ドイツ             | ドイツ           | レギオナル       | 46               | 10               | -                | -                | -                | -                | 46               | 10               |
| 通算             | 日本               | 日本             | J1               | 133              | 64               | 4                | 1                | 9                | 3                | 146              | 68               |
| 総通算           | 総通算             | 総通算           | 総通算           | 310              | 114              | 5                | 1                | 17               | 6                | 332              | 121              |

※太字はリーグ最多
- Jリーグ初出場・初得点：2009年7月18日 - J1第18節 vs京都サンガF.C. (豊田スタジアム)

| 国際大会個人成績 | 国際大会個人成績 | 国際大会個人成績 | 国際大会個人成績 | 国際大会個人成績 |
| 年度             | クラブ           | 背番号           | 出場             | 得点             |
| AFC              | AFC              | AFC              | ACL              | ACL              |
| ---------------- | ---------------- | ---------------- | ---------------- | ---------------- |
| 2009             | 名古屋           | 16               | 4                | 3                |
| 2011             | 名古屋           | 16               | 4                | 0                |
| 2012             | 名古屋           | 16               | 4                | 1                |
| 通算             | AFC              | AFC              | 12               | 4                |

## 代表歴

### 出場大会
- オーストラリア代表
  - 2006 FIFAワールドカップ
  - 2010 FIFAワールドカップ

### 試合数
- 国際Aマッチ 36試合 17得点（2006年-2014年）[19]

| オーストラリア代表 | 国際Aマッチ | 国際Aマッチ |
| 年                 | 出場        | 得点        |
| ------------------ | ----------- | ----------- |
| 2006               | 3           | 1           |
| 2007               | 1           | 0           |
| 2008               | 6           | 4           |
| 2009               | 7           | 1           |
| 2010               | 6           | 1           |
| 2011               | 7           | 8           |
| 2012               | 0           | 0           |
| 2013               | 5           | 2           |
| 2014               | 1           | 0           |
| 通算               | 36          | 17          |

## 個人タイトル
- Jリーグ得点王：2010年、2011年
- Jリーグベストイレブン：2010年、2011年